# San Fruttuoso (Genova)
San Fruttuoso (San Frutôzo /saŋ fryˈtuːzu/ in genovese) è un quartiere residenziale di 34.310 abitanti del comune di Genova, compreso nel Municipio III Bassa Valbisagno.
San Fruttuoso è stato un comune autonomo fino al 1873, quando insieme ai comuni di San Martino d'Albaro, San Francesco d'Albaro, Foce, Staglieno e Marassi fu accorpato a Genova. Dopo l'annessione alla città il piccolo borgo rurale appena fuori delle mura con l'espansione urbanistica del primo Novecento si è trasformato in un quartiere residenziale semi-centrale.
Il nome del quartiere deriva da quello dell'omonima chiesa, con annesso convento, oggi scomparsi, di cui si ha memoria dal 1130, ma fino al XVI secolo la zona era detta Terralba, toponimo oggi limitato all'area più bassa della valle del Rio Noce.

## Geografia fisica
San Fruttuoso, ubicato nella bassa val Bisagno, si compone di una parte collinare, comprendente anche il santuario della Madonna del Monte e il colle di Camaldoli e di una parte bassa, estesa nella piana sulla sponda sinistra del Bisagno, alla confluenza del rio Noce ma comprendente anche il Borgo Incrociati. Quest'ultimo situato sulla sponda destra del torrente e collegato al resto del quartiere dal ponte Castelfidardo, che in epoca recente ha sostituito l'antico ponte di Sant'Agata, oggi diroccato a seguito dell'alluvione del 1970, durante la quale il Bisagno in piena ne fece crollare la parte centrale.
Il "polmone verde" del quartiere è costituito dal parco pubblico annesso alla storica villa Imperiale e dal "Bosco dei Frati".

## Storia

### Dalle origini al Settecento
Il primo nucleo urbano di San Fruttuoso si formò in epoca medioevale intorno a ospitali e monasteri a servizio dei viandanti che percorrevano la via medioevale da Genova alla riviera di levante che, uscita dalla città attraverso la Porta Romana, aperta nelle secentesche Mura Nuove (e in precedenza dalla medioevale Porta Aurea e poi dalla rinascimentale Porta dell'Arco), attraversava il Bisagno sul lungo ponte di Sant'Agata. Raggiunta l'altra sponda nei pressi della chiesa di Sant'Agata, con annesso ospitale, di cui si hanno notizie scritte dal 1191, l'antica via, il cui percorso a tratti è ancora riconoscibile nel moderno tessuto urbano, proseguiva verso il colle di San Martino per le attuali via San Fruttuoso e salita della Noce.
Attorno al convento di Sant'Agata e lungo la salita sulla sponda destra del Noce, nei pressi della chiesa di San Fruttuoso, sorsero i primi nuclei abitati. Al 1183 risalgono le prime notizie del santuario della Madonna del Monte, sorto sul colle che dominava la via verso San Martino.
In epoca rinascimentale e nei secoli successivi nella zona sorsero progressivamente numerosi insediamenti signorili, tra i quali la villa Imperiale con il suo vasto giardino.
Nel 1746, quando la Repubblica di Genova, alleata della Francia, si trovò coinvolta nella guerra di successione austriaca, la città di Genova fu occupata da un esercito austro-piemontese, al comando del generale Antoniotto Botta Adorno, poi cacciato in seguito all'insurrezione popolare del 5 - 10 dicembre 1746, che prese avvio con il leggendario episodio del Balilla. In quei giorni, a San Fruttuoso avvenne un episodio simile a quello del Balilla, ad opera di un ragazzo bisagnino di soli dieci anni soprannominato Pittamuli. Questi il 10 dicembre 1746, nei pressi del ponte di Sant'Agata, visti i vani tentativi di alcuni popolani di assaltare un gruppo di soldati austriaci asserragliati all'interno di un'osteria, riuscì a introdurre nel locale una fascina accesa, provocando un incendio, così che i soldati furono costretti ad uscire, arrendendosi.
(Carlo Botta, Storia d'Italia, continuata da quella del Guicciardini, dall'anno 1513 sino al 1814 (volume 4), Milano, F. Pagnoni, 1878)

### L'Ottocento

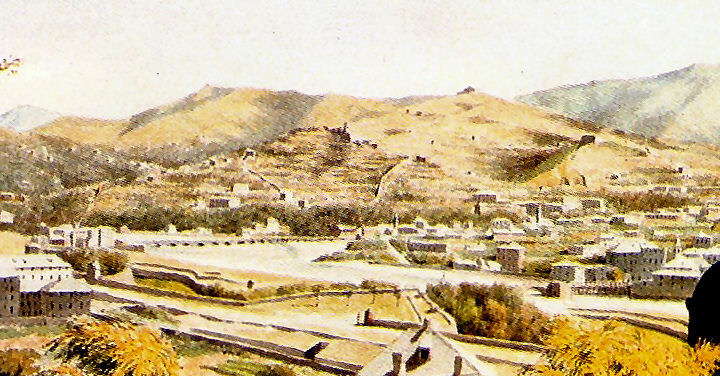
Particolare del quadro di Luigi Garibbo con il panorama di San Fruttuoso nel 1822

Nel 1818 fu istituito il Comune di San Fruttuoso al quale fu annesso anche il borgo degli Incrociati, formatosi sulla sponda destra del Bisagno fuori della seicentesca Porta Romana, all'imboccatura a ponente del ponte di Sant'Agata. Il borgo ospitava l'antica chiesa di Santa Maria e il Convento dei Cruciferi che aveva funzionato per secoli come ospitale al servizio dei viandanti.
In un acquerello del paesaggista Luigi Garibbo, che raffigura i sobborghi orientali di Genova dalle mura di Santa Chiara si vede sullo sfondo San Fruttuoso; si distinguono Borgo Incrociati, il ponte di Sant'Agata, ancora nella sua interezza, le chiese di Sant'Agata e San Fruttuoso, villa Imperiale e il santuario della Madonna del Monte, in un contesto ancora scarsamente edificato. In primo piano i poderosi bastioni delle Fronti Basse, che delimitavano a levante la città di Genova e il ponte Pila, oltre il quale si vede Borgo Pila, allora frazione di San Francesco d'Albaro.
Iniziava in quegli anni lo sviluppo urbanistico che avrebbe visto il suo culmine nei decenni successivi all'annessione al comune di Genova, rendendo necessaria l'apertura di nuove direttrici viarie e infrastrutture varie, tra le quali la nuova casa comunale, costruita nell'attuale piazza Manzoni tra il 1865 e il 1870.
In quel periodo, caratterizzato in tutta l'Europa da un impetuoso sviluppo industriale, l'amministrazione comunale dovette prendere in carico vari servizi di pubblica utilità, tra i quali la fornitura del gas per l'illuminazione pubblica. La produzione del gas illuminante, estratto dal carbone con un processo di distillazione e raffinazione fu affidata fin dal 1844 alla "Società di illuminazione a gas", che impiantò uno stabilimento di produzione e stoccaggio nei pressi di Borgo Incrociati, in via Canevari, nel sito dove sorge oggi la chiesa dei Diecimila Martiri Crocifissi. Nel 1857 alla "Società di illuminazione a gas" subentrò la francese "Union des gaz".
Il comune di San Fruttuoso, pur nella ristrettezza dei fondi, dovette fronteggiare anche eventi disastrosi quali l'alluvione causata dallo straripamento del Bisagno nell'ottobre del 1822, che causò ingentissimi danni, e l'epidemia di colera del 1835. Così il Casalis descrive nel 1849 il comune di San Fruttuoso:

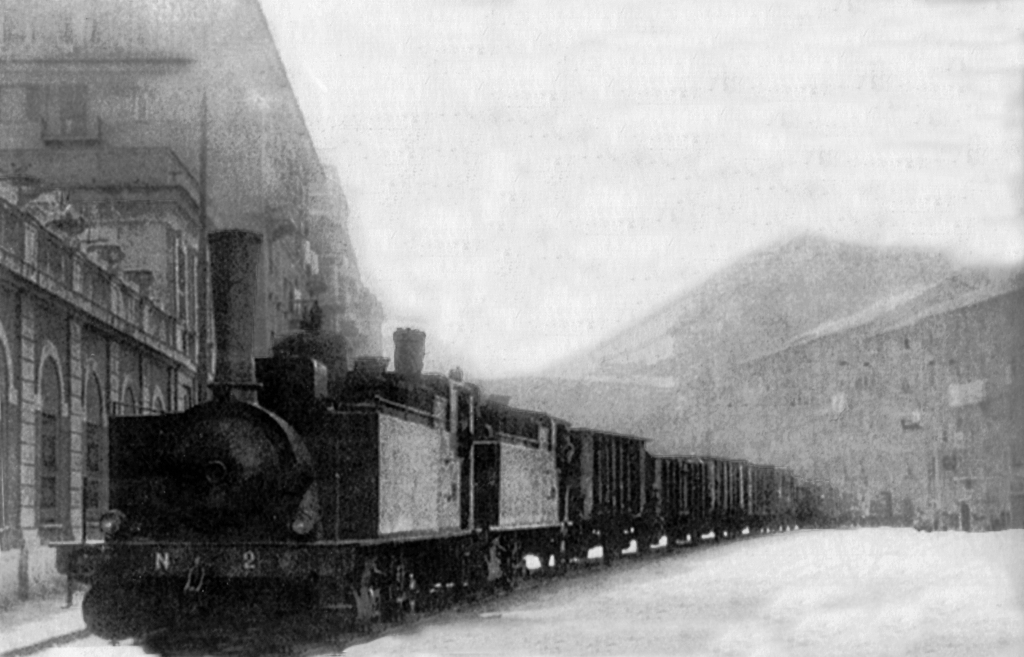
Ferrovia delle Gavette all'altezza del mercato ortofrutticolo comunale di corso Sardegna

Trovasi immediatamente di là da porta Pila di Genova: non è lontano che un mezzo miglio dal suo capoluogo di mandamento, e da s. Francesco d’Albaro, coi quali borghi ha in comune le colline; il ch. conte Gräberg, di cui lamentiamo la morte, avvenuta or sono pochi mesi, parlando di quelle colline, così si esprime: «sono esse un mondo di superbissime fabbriche, e di bellissime ville, formanti in questa parte un teatro naturale, di cui non ha pari l’Europa, e si può dire l’Universo. »
Diffatto ivi si veggono il palazzo imperiale detto l’albero d’oro, già proprio dell’illustre famiglia Vivaldi: ne diede il disegno Galeazzo Alessi: contiene una vastissima sala nel mezzo, ed ha due logge sui lati: nella sala vedesi un medaglione rappresentante il ratto delle Sabine, lavoro di Luca Cambiaso, che è ammirato non tanto per la vastità della composizione, quanto per la distribuzione delle masse, e per l’intelligenza del chiaro-scuro; è però gran danno, che una compagnia di Panduri nel 1746 abbia con moschettate guastato quelle stupende figure. Lo stesso valente Luca Cambiaso fregiò d’altri dipinti storici l'interno dell'edifizio. Il palazzo Fransoni di Terralba, presso la salita del Monte non lungi dalla villa precedente, fu già proprio dei Sopranis, e poi degli Airoli; contiene una gran sala, ove il Tabarone rappresentò la guerra di Giuda Maccabeo; egregio lavoro artistico, che regge al confronto colla battaglia di Costantino, pregevolissima opera di Giulio Romano. Nelle vicine camere si vedono affreschi del medesimo Tabarone e di altri valenti pittori.
Tra le chiese del comune di s. Fruttuoso è particolarmente da osservarsi la parrocchiale, che già esisteva nell'anno 1313; ma per la sua piccolezza, fu ridotta nell’attuale stato mentre correva l'anno 1584: ivi è una tavola del Crocefisso con s. Gioanni, ammirato lavoro di Luca Cambiaso.
La chiesa e la casa sotto il titolo di s. Agata già spettanti agli Agostiniani, sono di presente proprie delle Madri Pie.
In un borgo detto degli Incrociati, è pure una chiesa: la ufficiano i religiosi ospitalieri degli infermi. Propizio alla coltura è quasi tutto il territorio di s. Fruttuoso, ed i villici lo coltivano con grande amore e con molta intelligenza, a tal che ottengono nelle buone annate abbondanti ricolte di prodotti d’ogni maniera.
L’aria ch’essi respirano è pura e salubre; la temperatura vi sarebbe anche dolcissima ove non andasse soggetta a tante mutazioni, cagionate dal soffio repentino dei venti diversi. Popol. 3672.»
(Goffredo Casalis, Dizionario geografico, storico, statistico e commerciale degli stati di S.M. il Re di Sardegna, 1849)

### L'annessione a Genova
Nel 1873, con un Regio Decreto, il Comune di Genova si espandeva oltre il confine del Bisagno, inglobando, oltre a San Fruttuoso, i comuni di San Francesco d'Albaro, San Martino, Staglieno, Marassi e Foce, e dando avvio ad un'espansione urbanistica che avrebbe radicalmente cambiato il volto di quei quartieri.

### L'espansione urbanistica tra Ottocento e Novecento

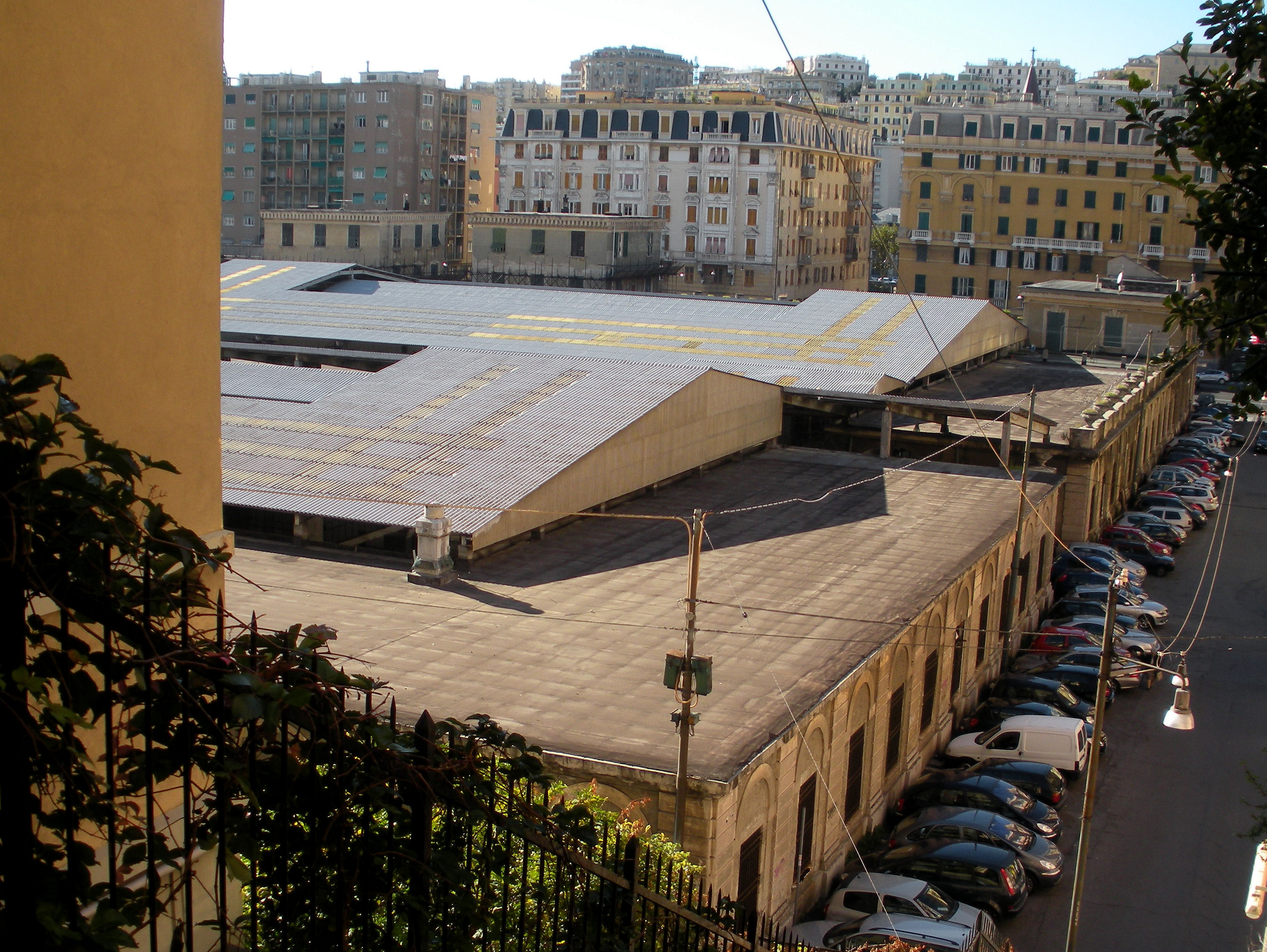
L'ex mercato ortofrutticolo di corso Sardegna prima della ristrutturazione

Già al termine del periodo municipale, nel 1873, nonostante le molte avversità San Fruttuoso era cresciuto notevolmente, ma il maggiore sviluppo urbanistico avvenne tra il 1880 e il 1930, quando il quartiere si espanse nelle aree pianeggianti che costituivano l'antico letto del Bisagno, ristretto tra nuovi argini. Nelle aree in precedenza occupate da orti e dal greto del torrente furono aperte nuove vie e piazze, costruiti nuovi caseggiati, edifici scolastici e luoghi di culto, modificando per sempre l'antico paesaggio della zona. Al ponte di Sant'Agata fu affiancato il nuovo ponte Castelfidardo, per consentire il transito delle vetture tramviarie dirette da Genova al capolinea di piazza Martinez.
Nel 1895 in via Canevari, di fronte allo stabilimento del gas, fu costruita una centrale a carbone delle Officine Elettriche Genovesi, rimasta in funzione fino al 1967.
Nel 1929 fu inaugurato il mercato ortofrutticolo di corso Sardegna, importante struttura commerciale, che ha funzionato in quella sede fino al 2009 quando, ormai inadeguato per le nuove esigenze, fu trasferito nella nuova sede di Bolzaneto.
Dopo un lungo periodo di lavori di riqualificazione gli spazi dell'ex mercato ortofrutticolo sono stati trasformati in un moderno centro commerciale, inaugurato il'11 dicembre 2021.
Il quartiere subì gravi danni durante l'alluvione del 7 ottobre 1970, quando il Bisagno, dopo prolungate piogge torrenziali, superò gli argini allagando tutta la bassa val Bisagno e causando oltre venti morti. L'alluvione provocò anche il crollo di due delle arcate superstiti del ponte di Sant'Agata.

## Monumenti e luoghi d'interesse

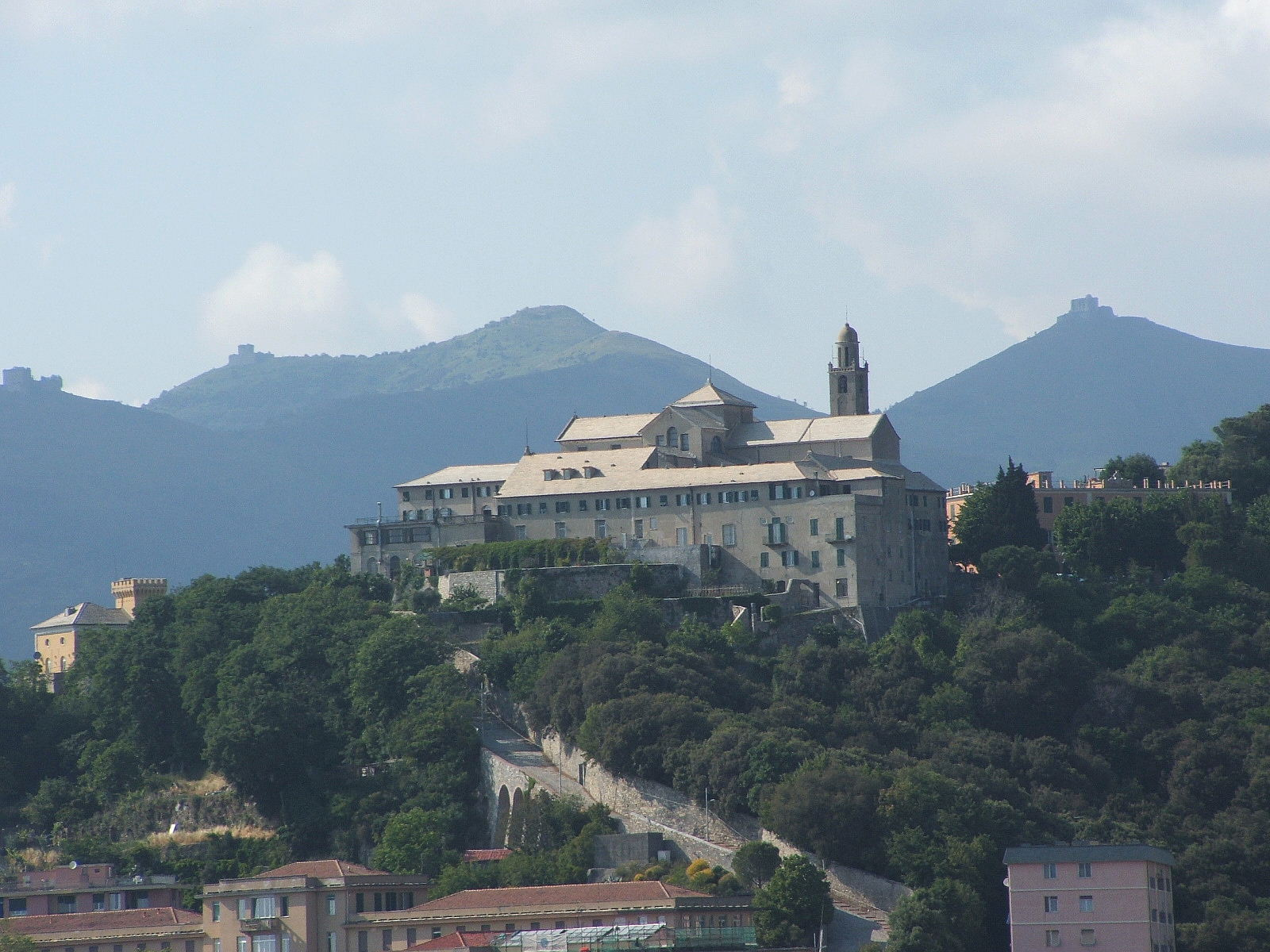
Il santuario della Madonna del Monte

### Architetture religiose
Il vicariato "San Fruttuoso" dell'arcidiocesi di Genova, coincidente con il territorio dell'ex circoscrizione, comprende sette chiese cattoliche parrocchiali ed altri tre storici luoghi di culto, il santuario della Madonna del Monte, la chiesa di Sant'Agata e la chiesa di San Giovanni Battista di Paverano.
- Santuario della Madonna del Monte. Secondo la tradizione, sulla cima del "Monte" esisteva fin dal X secolo una cappella dedicata alla Madonna. Ai canonici regolari di Santa Croce di Mortara (insediati nel 1183), subentrarono nel 1444 i frati minori francescani, che hanno officiato il santuario fino al 2022.[13] Nella chiesa si trovano numerose sepolture di famiglie patrizie genovesi e conserva anche una ricca raccolta di ex voto. A pianta a croce latina con tre navate, e dieci cappelle laterali, conserva opere artistiche di Giovanni Andrea Ansaldo, Giovanni Battista Semino, Domenico Fiasella, Bernardino Fasolo, Bernardo Strozzi, Andrea Semino, fra Simone Dondo da Carnoli, Francesco di Valdambrino, Orazio De Ferrari.
- Chiesa parrocchiale di San Fruttuoso. Citata per la prima volta nel 1186 (Ecclesia Sancti Fructuosi de capite pontis), fu restaurata nel 1584 e completamente ricostruita nel 1740. Un incendio il 6 aprile 1912 distrusse completamente l'edificio con tutti i suoi arredi; nel 1915 avvenne la posa della prima pietra dell'attuale chiesa che fu aperta al culto nel 1922, ancora non del tutto completata. Il cardinale Giuseppe Siri consacrò l'edificio nel 1965. Tra le opere d'arte la tela di Sebastiano Conca detta Sacro Amore.

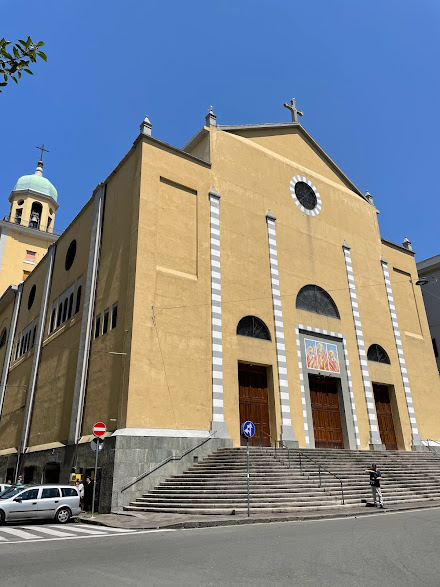
La chiesa parrocchiale di San Fruttuoso

- Convento e chiesa di Sant'Agata, citato per la prima volta in documenti del 1191 come S. Agata de capite pontis Bisannis, ospitò le Monache Cistercensi, le Canonichesse Lateranensi (1514) e dal 1531 i frati agostiniani. Acquistato nel 1825 dal sacerdote don Angelo Cervetto, lo mise a disposizione di suor Vittoria Giorni, fondatrice dell'Istituto delle Maestre pie di Sant'Agata che vi si trasferì con le consorelle nel 1827. Viene ospitata la statua di Sant'Agata, opera di Filippo Parodi.
- Convento e chiesa di San Giovanni Battista. Costruito nel 1118 sul colle di Paverano, fu sede iniziale del priorato dei mortariensi, poi dei canonici regolari lateranensi (XV secolo), dei compagnia di Gesù (1595) e dei padri Scolopi (1687). Fu acquistato dal Comune di Genova intorno alla metà dell'Ottocento e nel 1933 il complesso del Paverano passò all'Opera di Don Orione. La chiesa di San Giovanni Battista fu gravemente danneggiata nel 1943 dai bombardamenti della seconda guerra mondiale e oggetto di restauro nel 2003.
- Chiesa parrocchiale di Maria Santissima della Misericordia e Santa Fede, edificata nel 1932 e consacrata nel 1962. Ereditò il titolo parrocchiale dalla soppressa chiesa omonima del quartiere di Prè. Conserva opere di artisti genovesi del Seicento.
- Chiesa parrocchiale dei Diecimila Martiri Crocifissi, presso Borgo Incrociati, fu costruita negli anni 1933-1934. La storia di questo edificio è legato alla precedente chiesa di Santa Maria di Bisagno demolita nel 1940.
- Chiesa parrocchiale di Santa Sabina, che riprende il titolo parrocchiale di un'antica chiesa del centro storico di Genova, fu costruita in stile romanico tra il 1933 e il 1934. Conserva un'opera scultorea di Bernardo Mantero e tele di Bernardo Castello e Giovanni Andrea Ansaldo.
- Chiesa parrocchiale di San Giuseppe Benedetto Cottolengo, inaugurata nel 1965, eretta in parrocchia nel 1967 e consacrata nel 1971. La chiesa sorge accanto al "Piccolo Cottolengo di don Orione" (Paverano) ed è affidata ai religiosi della Congregazione della Piccola Opera della Divina Provvidenza che operano anche nella struttura assistenziale.
- Chiesa parrocchiale del Santissimo Redentore, eretta in parrocchia nel 1960 (sede provvisoria). La chiesa, costruita a partire dal 1969 fu inaugurata e consacrata nel 1975.
- Chiesa parrocchiale di Nostra Signora degli Angeli, eretta in parrocchia nel 1963 (sede provvisoria). La chiesa fu inaugurata nel 1972 e consacrata nel 2002.

### Architetture civili

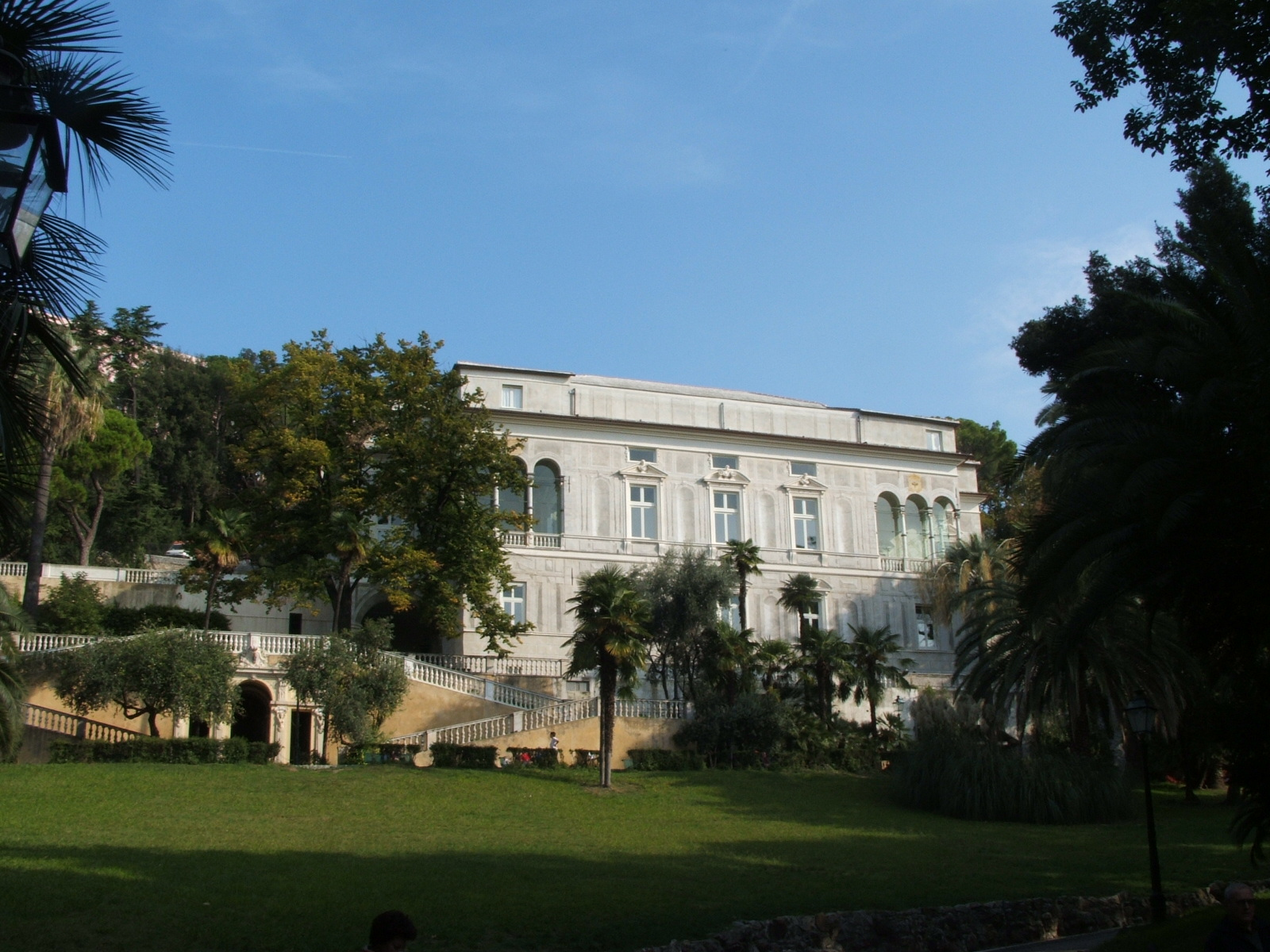
Il parco della villa Imperiale

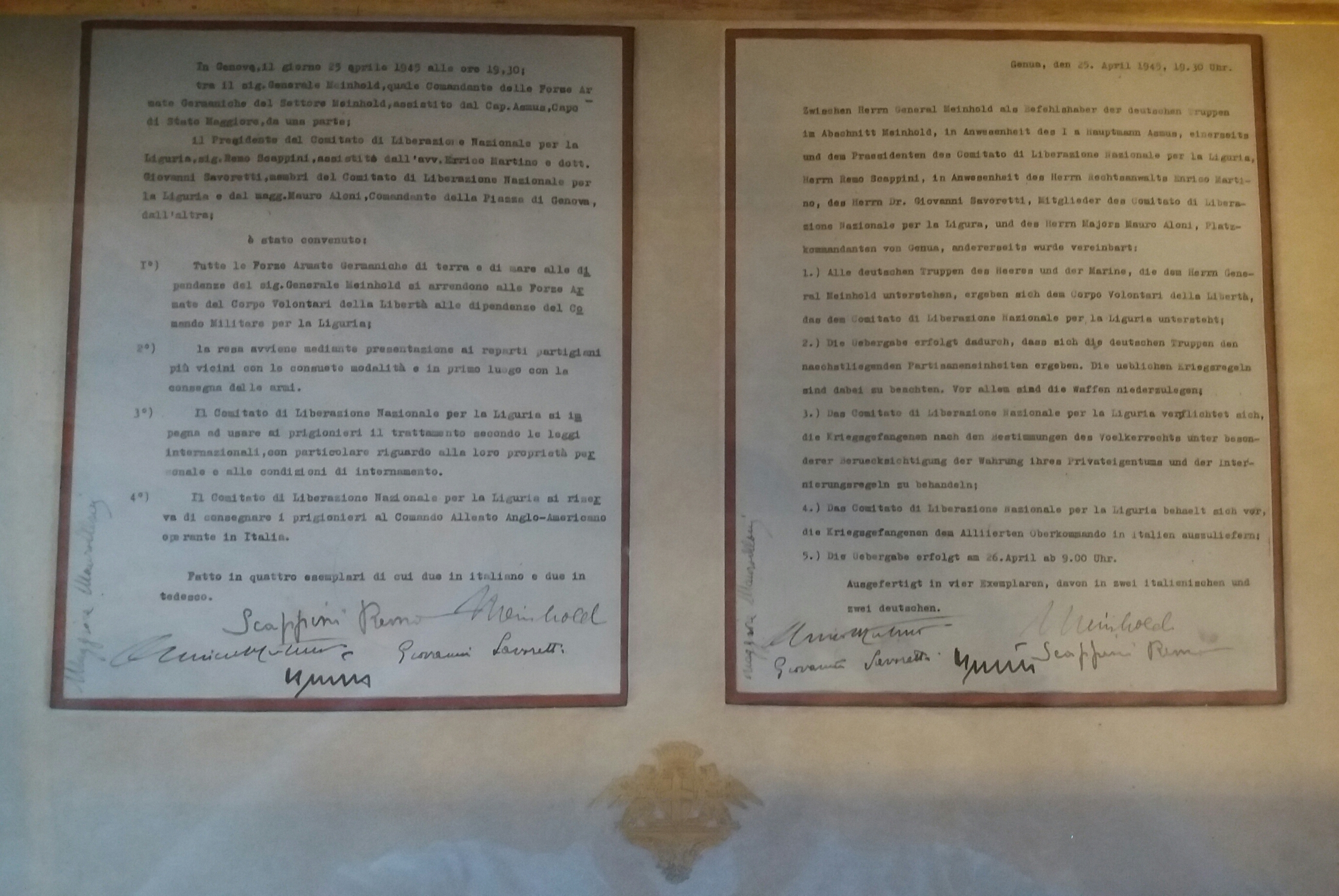
Atto di resa delle truppe tedesche al CLN di Genova, conservato a palazzo Doria-Tursi, sede del comune di Genova

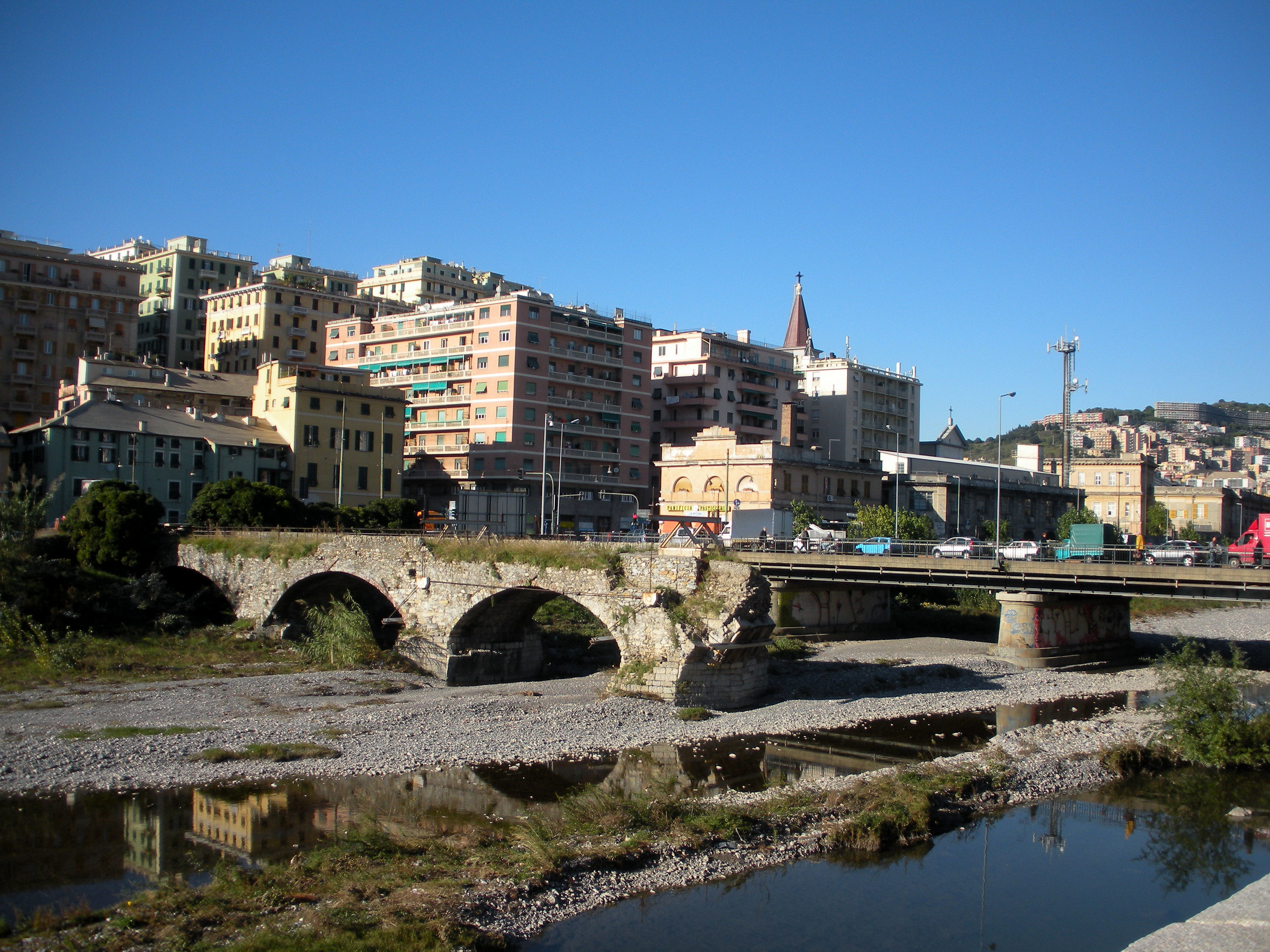
I resti dell'antico ponte di Sant’Agata, affiancato dal moderno ponte Castelfidardo

- Villa Imperiale di Terralba. Oggi appartiene al Comune di Genova ed ospita la biblioteca comunale "G. Lercari", la scuola materna "G. Rodari" e un centro sociale per anziani, mentre il grande parco è adibito a giardino pubblico. La villa ha l'ingresso da via San Fruttuoso, antica strada di levante e fu fatta costruire da Lorenzo Cattaneo nei primi anni del Cinquecento e nel 1502 ospitò re Luigi XII di Francia, in visita a Genova. La villa, completamente risistemata nel 1560, conserva stucchi ed affreschi di artisti dell'epoca, tra i quali il pregevole Ratto delle Sabine di Luca Cambiaso, nella volta del salone al primo piano. Nel Seicento la villa divenne proprietà della famiglia Salvago, e poi della famiglia Imperiale, da cui prende il nome, fino agli anni venti del Novecento, quando fu acquistata dal comune e recentemente restaurata dopo anni di degrado.[14]
- Villa Migone. Nei pressi di villa Imperiale sorge la villa Migone, edificio di origine medievale, ampliato nel XVI secolo e ristrutturato nelle attuali forme neoclassiche nel 1792. Il 25 aprile 1945 nella villa fu firmato, con la mediazione del cardinale Pietro Boetto, temporaneamente ospite della famiglia Migone[15], l'atto di resa delle truppe tedesche comandate dal generale Günther Meinhold al Comitato di Liberazione Nazionale, rappresentato da Remo Scappini, presidente del CLN della Liguria; fu questo l'unico caso in Italia nel quale l'esercito tedesco si arrese alle forze partigiane prima che le truppe alleate giungessero in città.[3][16]. L'avvenimento è ricordato da una targa in marmo collocata nei pressi dell'ingresso della villa.
- Villa Borsotto-Airoli-Franzone. Citata dal Casalis come "palazzo Fransoni di Terralba"), si trova in salita Nuova di Nostra Signora del Monte, all'interno del complesso delle suore Gianelline. Il cinquecentesco edificio fu acquistato da Francesco Borsotto, membro dell'aristocrazia genovese noto come benefattore dei poveri (una statua a lui dedicata si trova nell'Albergo dei Poveri). All'interno è conservato un affresco di Lazzaro Tavarone, La battaglia di Giuda Maccabeo.[3]
- Ponte di Sant'Agata. Dal Borgo Incrociati l'antica strada per il levante attraversava il Bisagno sul ponte di Sant'Agata, ubicato immediatamente a valle del moderno ponte Castelfidardo e che prende il nome dalla omonima chiesa, che si trovava un tempo all'imboccatura orientale del ponte. Il ponte, costruito nell'Alto Medioevo, in epoca bizantina (VII secolo), gravemente danneggiato dalla storica piena del Bisagno del 30 settembre 1452, attraversava l'ampia area golenale alla confluenza tra il rio Noce e il Bisagno, ed aveva in origine ventotto arcate per una lunghezza di 280 m[17], ridotte a sei nel corso dei lavori di sistemazione urbanistica dell'Ottocento (altre due, parzialmente interrate, sono ancora visibili presso la chiesa di Sant'Agata). L'alluvione del 7 ottobre 1970 distrusse due delle arcate superstiti, rendendo da allora inagibile il ponte; l'unica arcata rimasta sulla sponda di levante sarebbe poi crollata a causa di un altro evento alluvionale nel 1993, pertanto oggi restano solo le tre verso Borgo Incrociati.[18][19]

### Architetture militari

#### Forte Santa Tecla

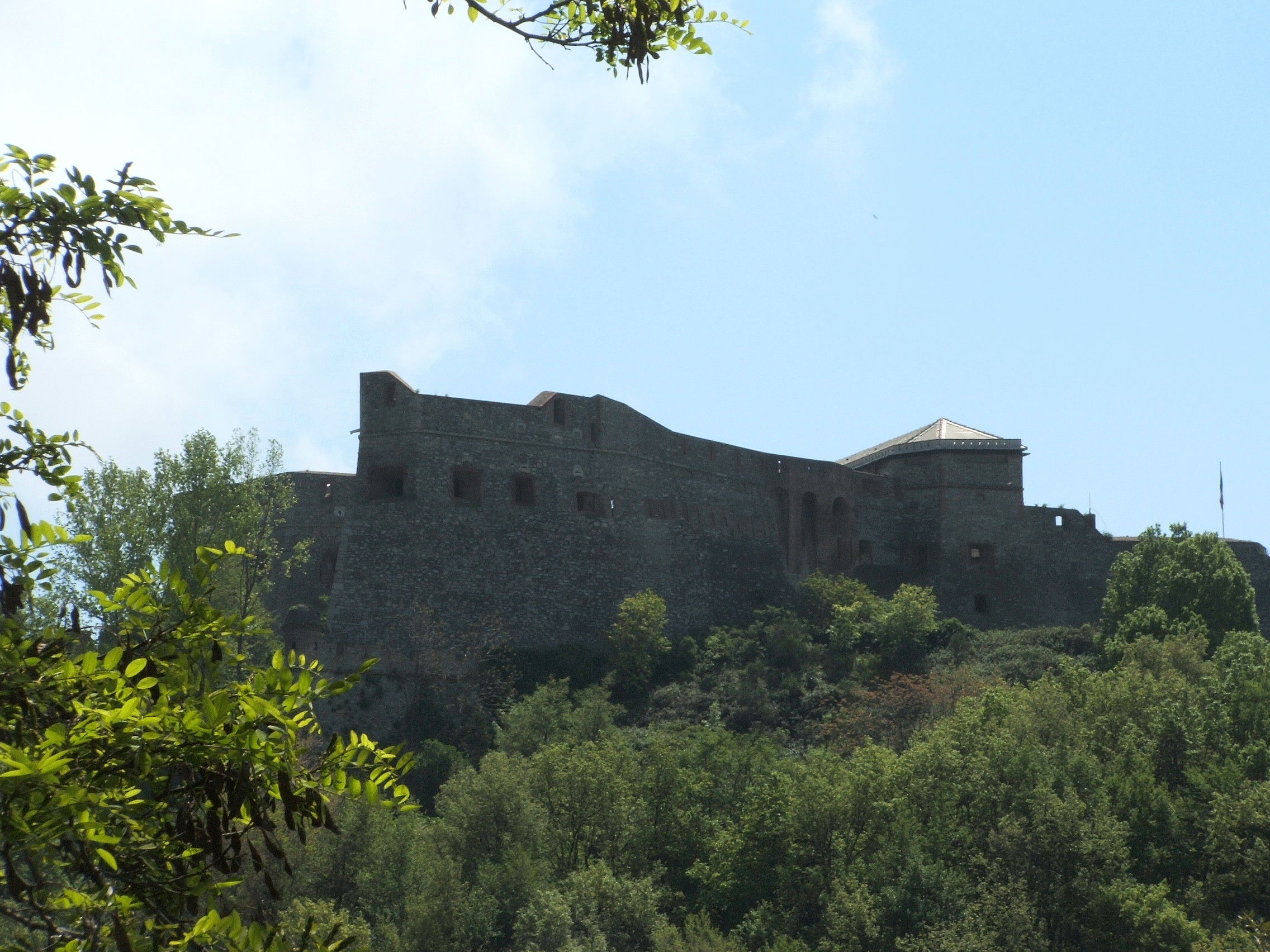
Il forte Santa Tecla

Situato sulla collina alle spalle dell'ospedale San Martino ad un'altitudine di 195 m s.l.m. domina i quartieri di San Fruttuoso e San Martino. Sorge nel luogo in cui anticamente si trovava una chiesetta dedicata a santa Tecla, di cui si hanno notizie dall'XI secolo e che nel 1359, abbandonata dagli Agostiniani, era stata incorporata nella proprietà del doge Simon Boccanegra. Passata ai Camaldolesi nel 1622, quando nel Settecento fu iniziata la costruzione del forte vi rimase racchiusa all'interno, finché fu demolita nella prima metà dell'Ottocento per l'ampliamento della struttura militare. La costruzione dei forti sulle colline a levante di Genova fu decisa nel 1747, quando in seguito all'assedio austriaco di Genova, nel contesto della guerra di successione austriaca, emerse la necessità di fortificare la dorsale tra la val Bisagno e la valle Sturla. La costruzione del forte Santa Tecla fu iniziata alla fine dello stesso anno, ma i lavori proseguirono a rilento, con varie modifiche al progetto iniziale. Nel 1751 erano state completate solo le mura perimetrali. Nuove proposte di ampliamento furono ritenute onerose e non necessarie dalle autorità dell'epoca e solo durante l'assedio del 1800 furono condotti alcuni lavori dalle truppe francesi. Il completamento del forte riprese nel 1815 per volere del governo sabaudo, dopo l'annessione della Repubblica Ligure al Regno di Sardegna e fu completato nel 1833, con la costruzione della caserma, di un'ulteriore cinta difensiva e di una batteria rivolta verso Sturla. Durante i moti popolari del 1849 il forte fu occupato dagli insorti, i quali l'abbandonarono all'approssimarsi dei soldati regi. Utilizzato saltuariamente da reparti militari fino alla prima metà del '900, fu poi dismesso dal demanio militare e trasformato in abitazione privata: restaurato una prima volta negli anni settanta e chiuso in attesa di una destinazione, fu danneggiato da atti vandalici. Nuovamente restaurato, è oggi custodito dai volontari della Protezione Civile. L'ingresso è consentito solo su specifica autorizzazione.

### Vie e piazze

#### Corso Sardegna
Questa ampia via è stata aperta nell'Ottocento nell'area di nuova urbanizzazione ricavata nell'antico greto del Bisagno; è il principale collegamento tra il quartiere della Foce e quello di Marassi. Sulla via si affacciano il vecchio mercato ortofrutticolo e la chiesa di Santa Fede, costruita negli anni venti del Novecento.

#### Via Giacometti
Perpendicolare a corso Sardegna, è la via di collegamento tra il centro di Genova e il levante. Corre ampia, parallela alla via San Fruttuoso, l'antica via "romana", collegando le principali piazze della parte bassa del quartiere, da piazza Giusti (adiacente a piazza Manzoni e corso Sardegna) a piazza Martinez.

#### Piazza Terralba

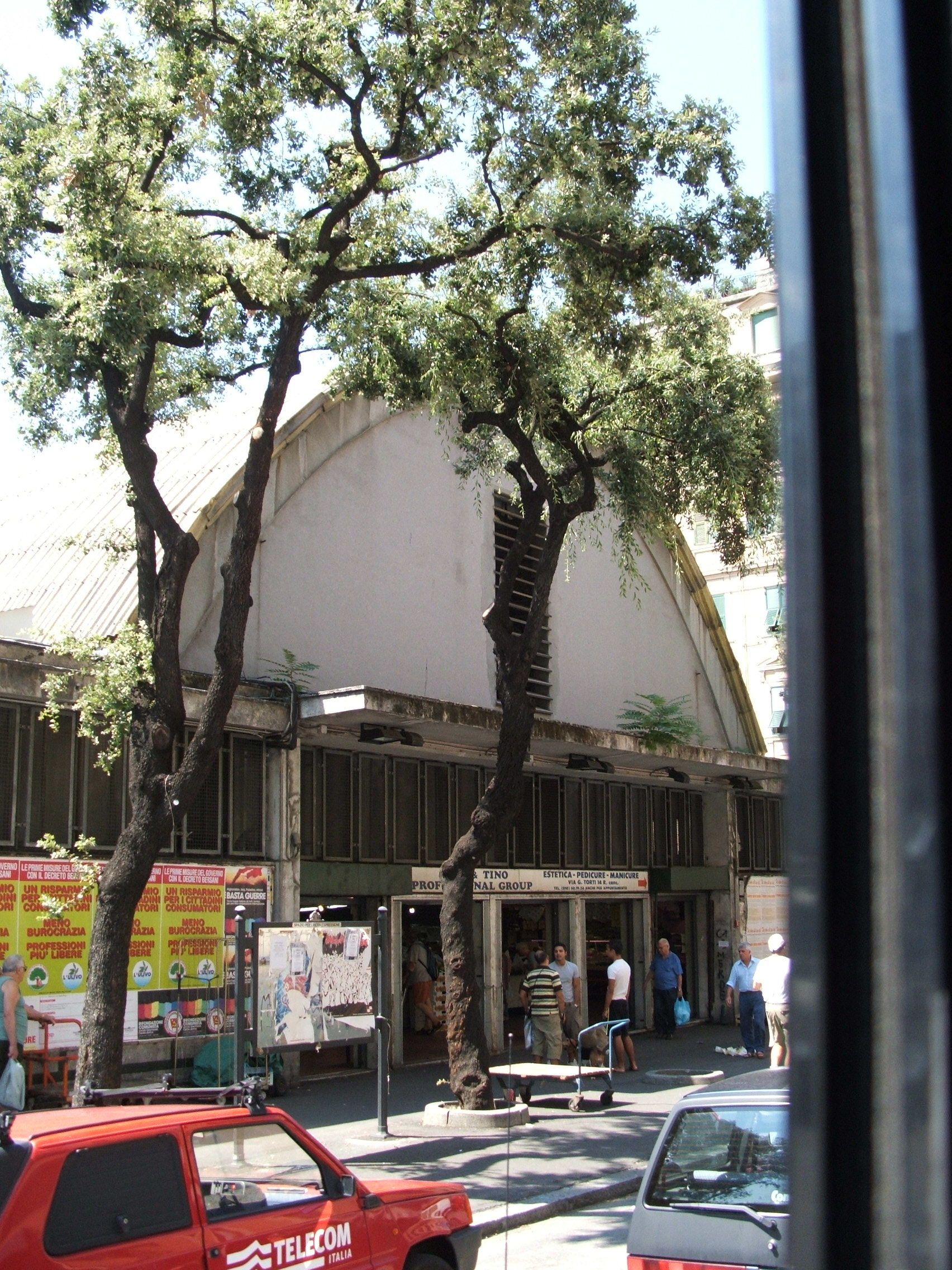
L'ingresso del mercato rionale di piazza Terralba

La piazza, che riprende l'antico nome del borgo, si trova nella parte bassa della valletta del rio Noce, dove inizia la salita verso il colle di San Martino. La piazza ospita un mercato comunale coperto; nei pressi si trova l'ex scalo-merci ferroviario contiguo alla stazione di Genova Brignole. A poca distanza dalla piazza si trova l'accesso al parco della Villa Imperiale.

#### Piazza Manzoni
Piazza Manzoni, ubicata tra il lungo Bisagno e Corso Sardegna, nei pressi dell'antico Ponte di S. Agata, è stata recentemente oggetto di un intervento di riqualificazione ed è oggi un centro di aggregazione del quartiere. Sulla piazza si affaccia l'edificio che dal 2009, dopo lavori di restauro e messa in sicurezza, ospita la sede del Municipio "Bassa Valbisagno"; costruito tra il 1865 e il 1870 come casa comunale del comune di San Fruttuoso, su progetto dell'architetto Pietro Pallas, l'edificio non fu mai utilizzato a tale scopo per la contemporanea annessione del comune a quello di Genova, divenendo dapprima sede di uffici comunali decentrati e più recentemente istituto scolastico.

#### Piazza Martinez
La piazza aperta nella zona di Terralba, considerata il centro del moderno quartiere, all'inizio del Novecento ospitava il capolinea dei tram provenienti dal centro di Genova e nel 1915 vi fu costruita la nuova chiesa che sostituiva l'antica parrocchiale di San Fruttuoso, distrutta da un incendio nel 1912.
Dall'estate del 2016, una parte di essa è stata chiusa per una ristrutturazione costata all'amministrazione 280.000 €.

## Cultura

### Eventi
In occasione della festa di Sant'Agata, la prima domenica di febbraio nel quartiere si tiene una grande fiera di merci varie, molto frequentata dai genovesi. Se oggi vi partecipano soprattutto banchi ambulanti di prodotti alimentari, biancheria e oggetti per la casa, un tempo la fiera era anche un grande mercato agricolo e zootecnico. Le origini di questo periodico mercato all'aperto risalgono a tempi lontani, quando la zona era un punto di incontro di mercanti appena fuori delle mura cittadine.

## Geografia antropica
San Fruttuoso è compreso tra i quartieri di Marassi a nord, San Martino a est e Foce e Albaro a sud. Per un breve tratto, nella zona di Borgo Incrociati, confina anche con il quartiere di Castelletto.
L'ex circoscrizione di San Fruttuoso fa parte, insieme ai quartieri di Marassi e Quezzi, del Municipio III Bassa Valbisagno e comprende le unità urbanistiche "San Fruttuoso" e "Sant'Agata", che insieme hanno una popolazione di 32 936 abitanti al 31 dicembre 2022, di cui 24 027 nell'area di San Fruttuoso e Template:Formatum:8909 in quella di Sant'Agata.
A San Fruttuoso bassa si trovano le vie e le piazze principali che costituiscono il centro del moderno quartiere (Piazza Manzoni, Piazza Giusti, Piazza Martinez, Piazza Terralba, Corso Sardegna, Corso Galliera, Via Giacometti).
Il quartiere si estende poi verso San Martino nella valletta del rio Noce, fino a via Barrili e a metà di via Donghi (in corrispondenza della grande grotta-edicola votiva conosciuta come La Madonnetta); a sud San Fruttuoso è separato dai quartieri di Albaro e Foce dalla linea ferroviaria Genova-La Spezia, appena fuori dalla stazione di Genova Brignole.

### Frazioni e località

#### Borgo Incrociati

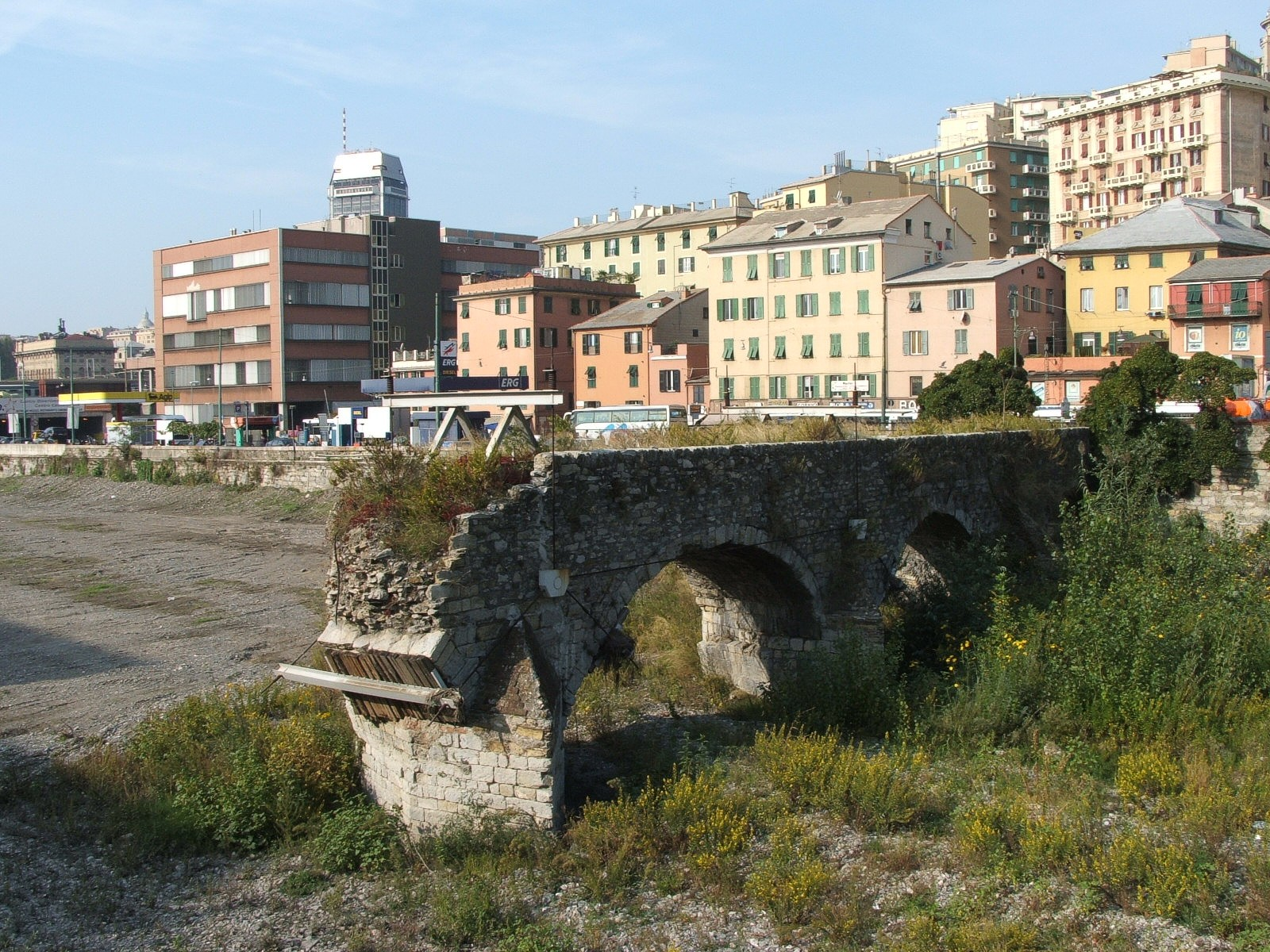
Il ponte di Sant'Agata, sul torrente Bisagno, venne costruito in epoca medioevale sul percorso di una precedente struttura di epoca romana. Inizialmente di 28 arcate, nella seconda metà del XX secolo ne rimanevano visibili ed intatte solo 5, di cui due sono crollate durante l'alluvione nel 1970. Il ponte si trovava sulla strada che collegava la città antica con i borghi e le cittadine del levante. Sullo sfondo le case di Borgo Incrociati

Borgo Incrociati, l'unica porzione del quartiere di San Fruttuoso sulla sponda destra del Bisagno, si trova immediatamente a monte della Stazione di Genova Brignole.
L'antico borgo, sorto come punto di sosta dei viaggiatori all'imboccatura di ponente del ponte di Sant'Agata, è uno dei meglio conservati tra gli antichi borghi fuori delle mura di Genova, con il suo aspetto medioevale, ancora riconoscibile in mezzo alle moderne costruzioni, le sue case colorate e gli stretti vicoli, ed ospita numerose attività commerciali (soprattutto negozi di antiquariato "povero" e modernariato vintage, divenuti nel tempo l'attività principale del rione, e antiche trattorie).
Il toponimo deriva dagli "Incrociati", termine con il quale erano chiamati popolarmente i Crocigeri, presenti fin dal 1191 in un convento-ospitale sorto nei pressi del ponte. Questo toponimo fu ufficialmente definito a partire dal 1632, dopo la costruzione delle Mura Nuove; in precedenza era noto come Borgo di Mirteto o Borgo Inferiore di Bisagno.
Molte dicerie circolavano a Genova riguardo all'ospedale degli Incrociati, poiché si riteneva che spesso vi trovassero ospitalità malfattori e cospiratori politici, essendo il monastero esente dalla giurisdizione vescovile.
Nel 1776 quanto restava del convento, ormai abbandonato, fu venduto a privati. Nello stesso anno l'antica chiesa intitolata a Santa Maria e ai Diecimila Crocefissi venne eretta in parrocchia. Demolita nel 1940, la chiesa fu ricostruita poco distante, davanti alla vecchia sede delle Officine Elettriche Genovesi.

#### Il "Monte"
Sulla piana del Bisagno si eleva un'altura (149 m s.l.m.) da sempre chiamata il "monte", che nell'antichità fu probabilmente una postazione di guardia.
Oggi sulla vetta sorge il santuario di Nostra Signora del Monte, un tempo meta di gite fuori porta dei genovesi. Dal piazzale antistante il santuario, pavimentato con un artistico risseu, si può osservare un ampio panorama sulla città.

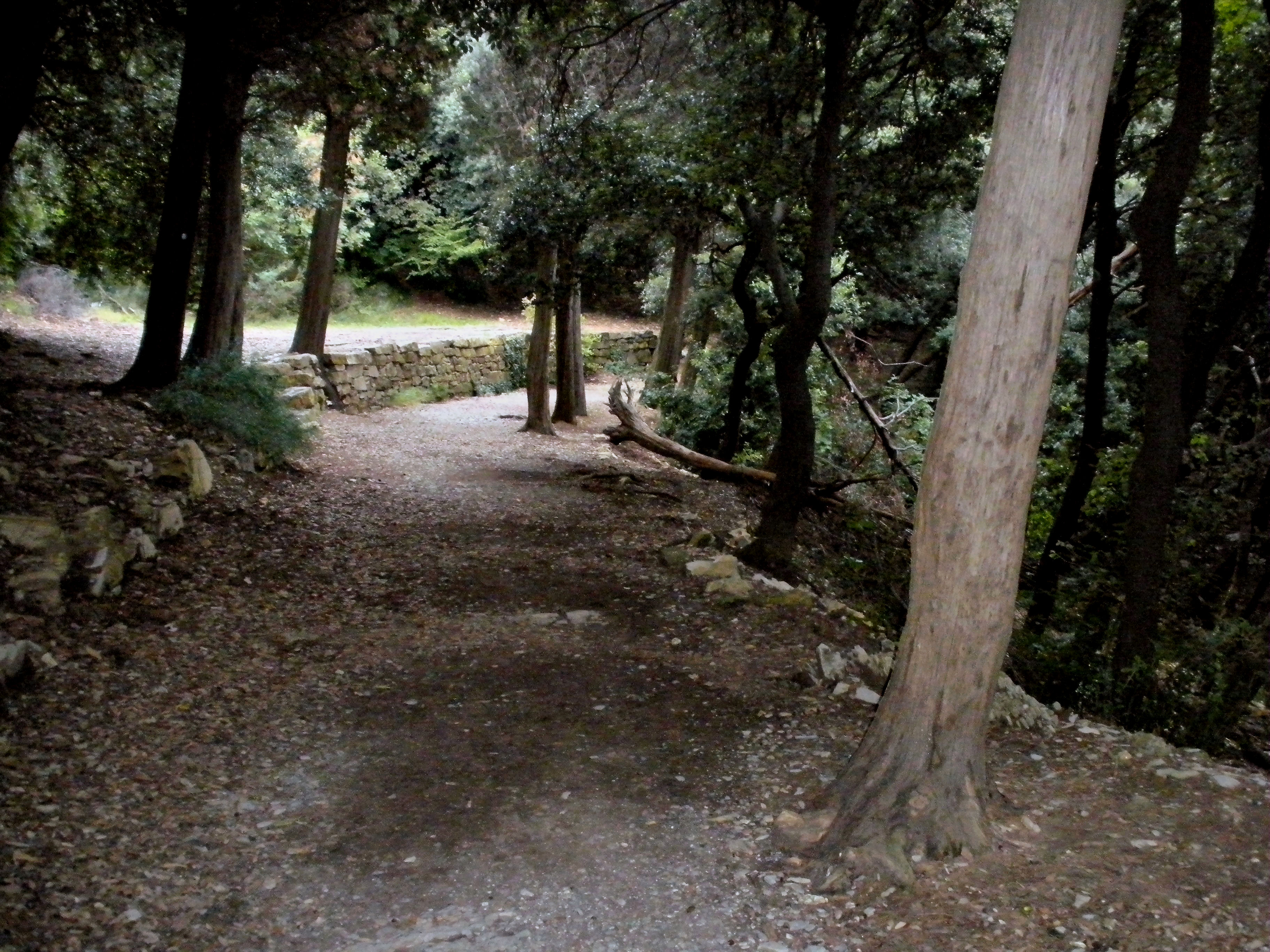
Uno scorcio del "Bosco dei Frati"

Lungo le numerose vie che salgono al "monte" nei secoli sono cresciute moltissime case dalle modeste abitazioni rurali di un tempo ai condomini del moderno quartiere; l'espansione edilizia ha comunque risparmiato il "Bosco dei Frati", ampia area verde recintata da un alto muraglione impiantata dai frati francescani nel Seicento. Il bosco, ricco di piante ad alto fusto tipiche della macchia mediterranea, in prevalenza lecci, è oggi in parte di proprietà del comune di Genova ed è aperto al pubblico.
La costa della collina prosegue quasi in piano verso nord, prendendo il nome di "Pianderlino"; da qui il panorama spazia sul quartiere di Marassi e le colline della Valbisagno.

#### Camaldoli

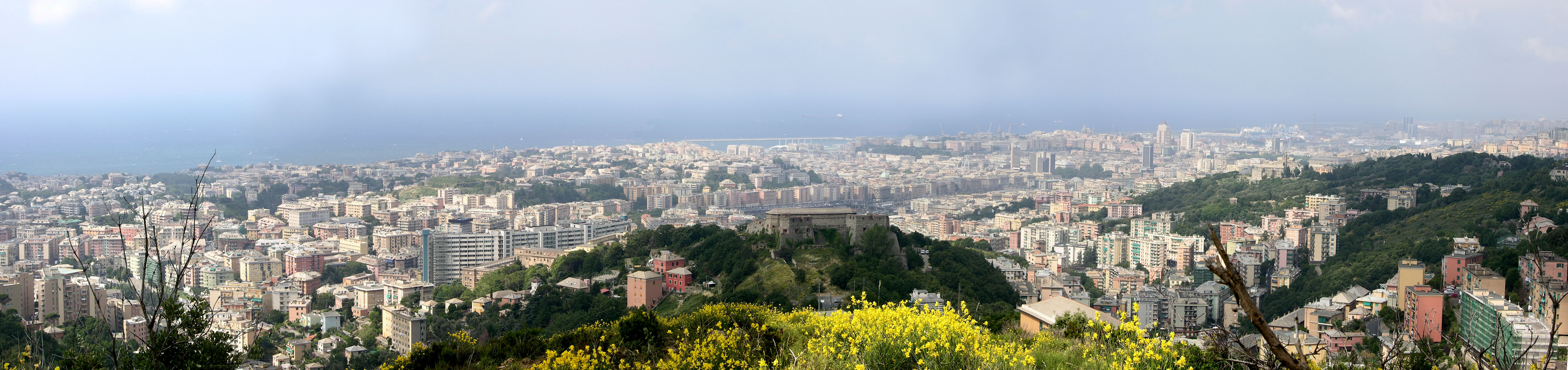
Panorama dai Camaldoli

Nella parte più alta del colle di Santa Tecla sorge l'abitato di Camaldoli, che prende il nome dai Camaldolesi di Toscana che vi si insediarono tra il XVII e il XVIII secolo.
L'insediamento trae origine da un primo convento di agostiniani ai quali la famiglia Cybo, subentrata agli originari proprietari, i Boccanegra, aveva affidato la chiesa di Santa Tecla.
Nel XVII secolo i nuovi proprietari (la famiglia Maineri) affidarono il complesso prima ai Camaldolesi di Piemonte e poi, essendo questi malvisti dai governanti genovesi dell'epoca, ai Camaldolesi di Toscana, che costruirono un nuovo convento e vi rimasero dal 1637 al 1798, quando il complesso fu abbandonato a causa delle leggi napoleoniche di soppressione degli ordini religiosi.

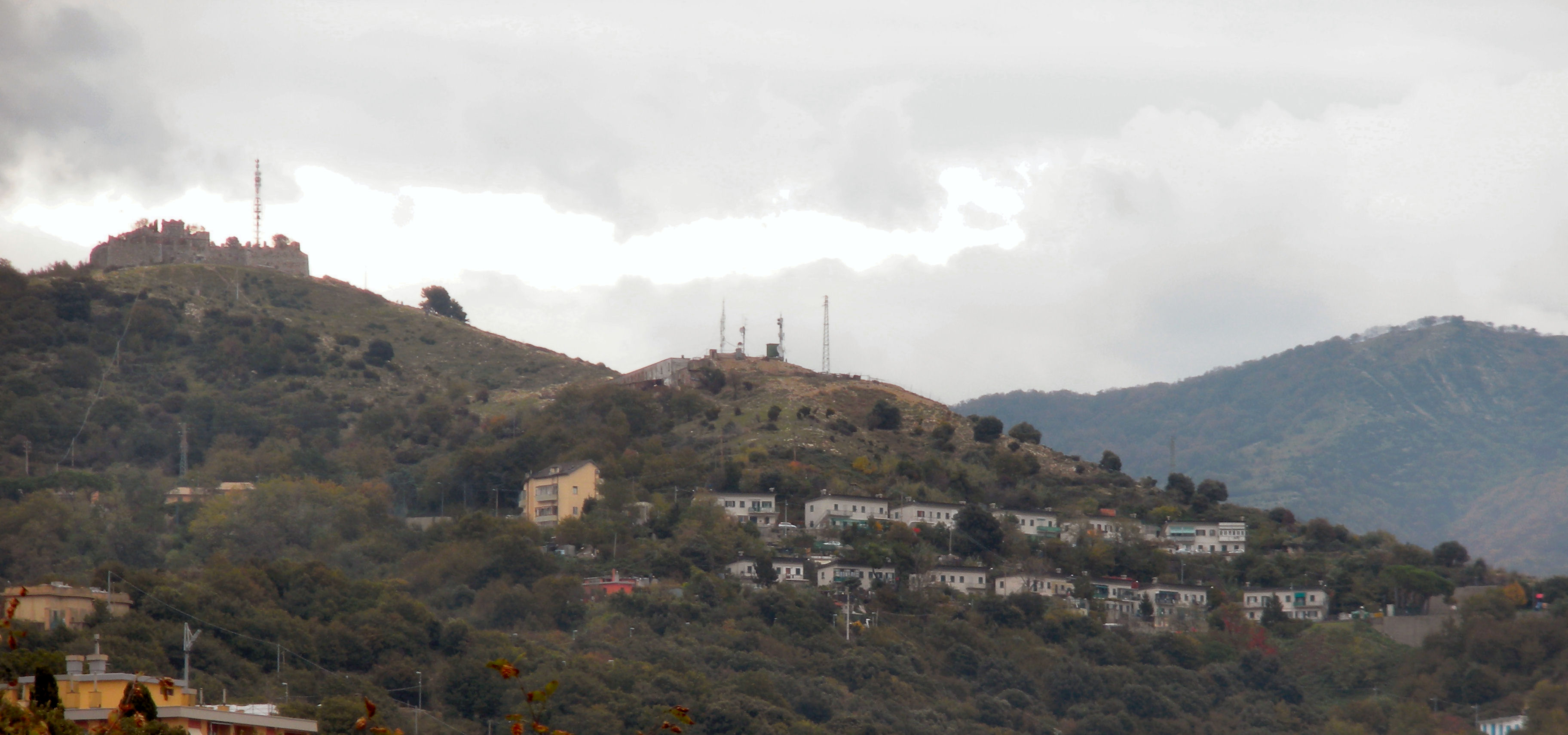
Panorama del villaggio di Camaldoli, sovrastato dal Forte Richelieu

La proprietà del complesso, che già aveva subito gravi danni nella guerra del 1747, passò alla famiglia Borsotto, che trasformò in abitazioni rurali quanto restava del convento.
All'inizio del Novecento fu acquistato dall'impresario teatrale Domenico Chiarella, che intendeva costruire un villaggio residenziale per artisti di teatro a riposo, ma per la sua morte il progetto rimase incompiuto, finché negli anni trenta vi si insediò l'opera della Divina Provvidenza fondata da don Orione. Nel villaggio, rinominato "Villaggio della carità", sono ospitati diversamente abili e malati psichici.

## Infrastrutture e trasporti

### Strade
Numerose strade urbane collegano il quartiere di San Fruttuoso con il centro di Genova e gli altri quartieri della Val Bisagno. Il principale asse di collegamento è costituito da corso Sardegna che collega Marassi e l'alta Val Bisagno con Brignole, corso Torino e il quartiere della Foce.
Il quartiere è attraversato dalla Strada statale 45 di Val Trebbia, che collega Genova a Piacenza e nel tratto urbano assume le denominazioni di Via Giacomo Moresco e Via Canevari.
Il casello autostradale più vicino è quello di Genova-Est sull'Autostrada A12, Genova - Livorno, che si trova nel quartiere di Staglieno, appena dopo il quartiere di Marassi, percorrendo corso Sardegna e corso De Stefanis.

### Ferrovie
La stazione ferroviaria più vicina al quartiere è quella di Genova Brignole, limitrofa al rione di Borgo Incrociati.

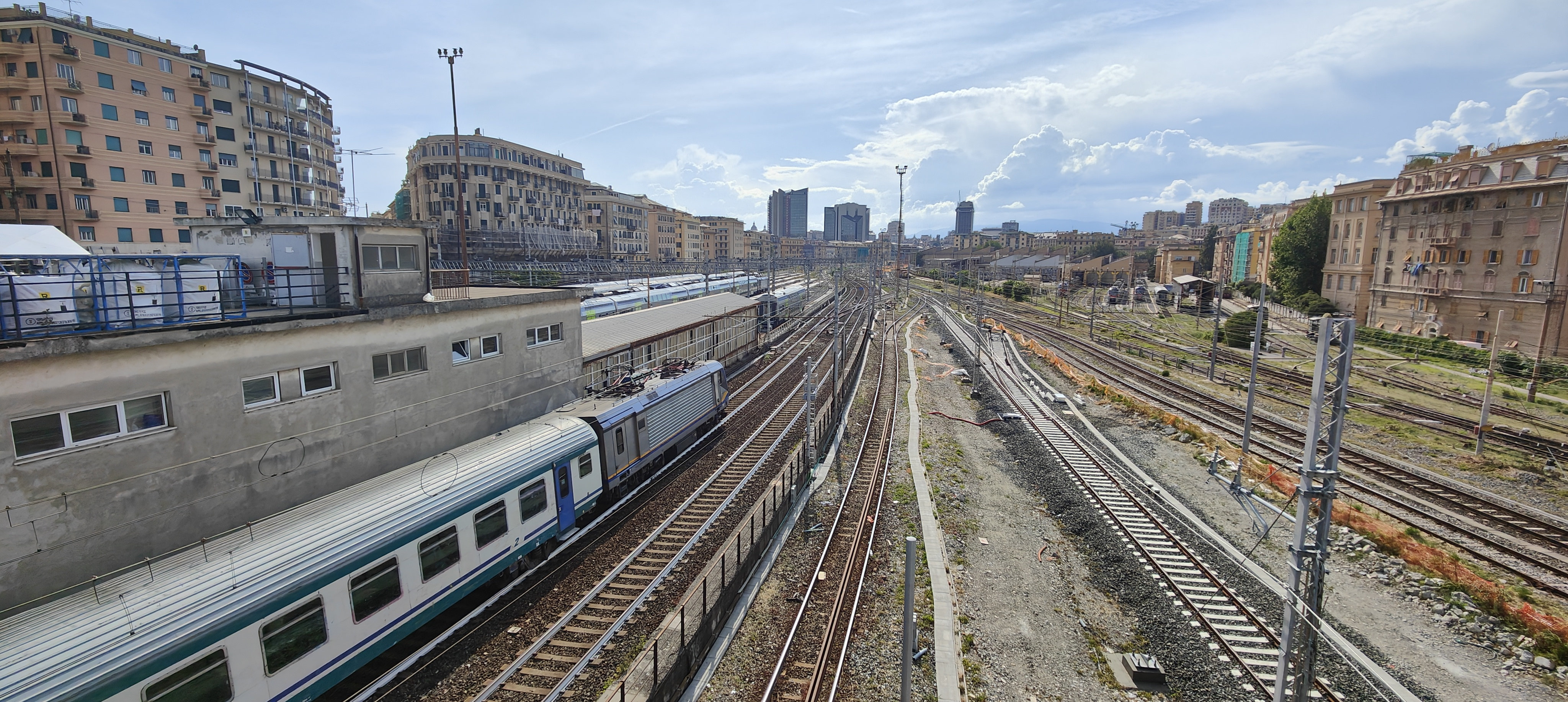
La vasta area ferroviaria verso Brignole vista dal ponte Terralba: a Dx il D.L., a Sx fra i 2+2 binari di scorrimento la zona ricovero carrozze

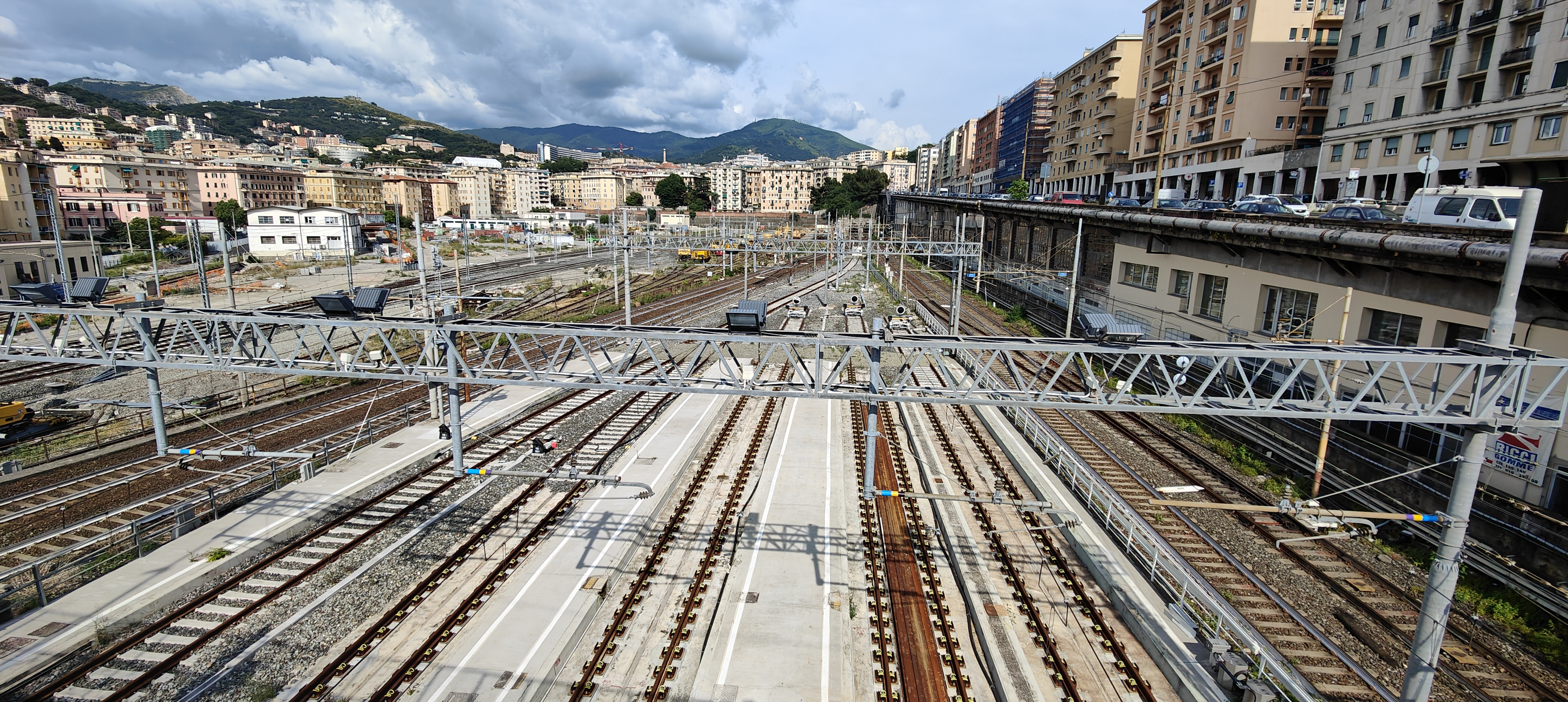
Verso levante con 4 binari di scorrimento sullo sfondo, a destra, in direzione Nervi

## Sport
A San Fruttuoso sono attive diverse società di calcio dilettantistiche; le due principali sono l'Associazione Sportiva Dilettantistica Borgo Incrociati, che milita tra la Terza e la Seconda Categoria fondata nel 2009, e la Dinamo Santiago fondata nel 2016. In via Canevari è presente un campo sportivo gestito dall'Associazione Sportiva Dilettantistica Polisportiva Canevari, che pratica il calcio a 5. Infine, legata alla parrocchia dei Diecimila Martiri Crocefissi la Crociati Genova Società Polisportiva.